# Alt Ruppin
Alt Ruppin ist ein Ort im Landkreis Ostprignitz-Ruppin. Im Jahr 1840 erhielt Alt Ruppin Stadtrechte. Seit dem 6. Dezember 1993 ist Alt Ruppin ein Ortsteil der brandenburgischen Kreisstadt Neuruppin.

## Lage
Alt Ruppin liegt im Ruppiner Land nordöstlich der Kernstadt von Neuruppin am nördlichen Ufer des Ruppiner Sees. Der Rhin fließt von Nord nach Süd durch den Ort und bildet zwei Arme, die einen Teil des Ortes umgeben. Stromaufwärts liegt die Schleuse Alt Ruppin.

## Geschichte

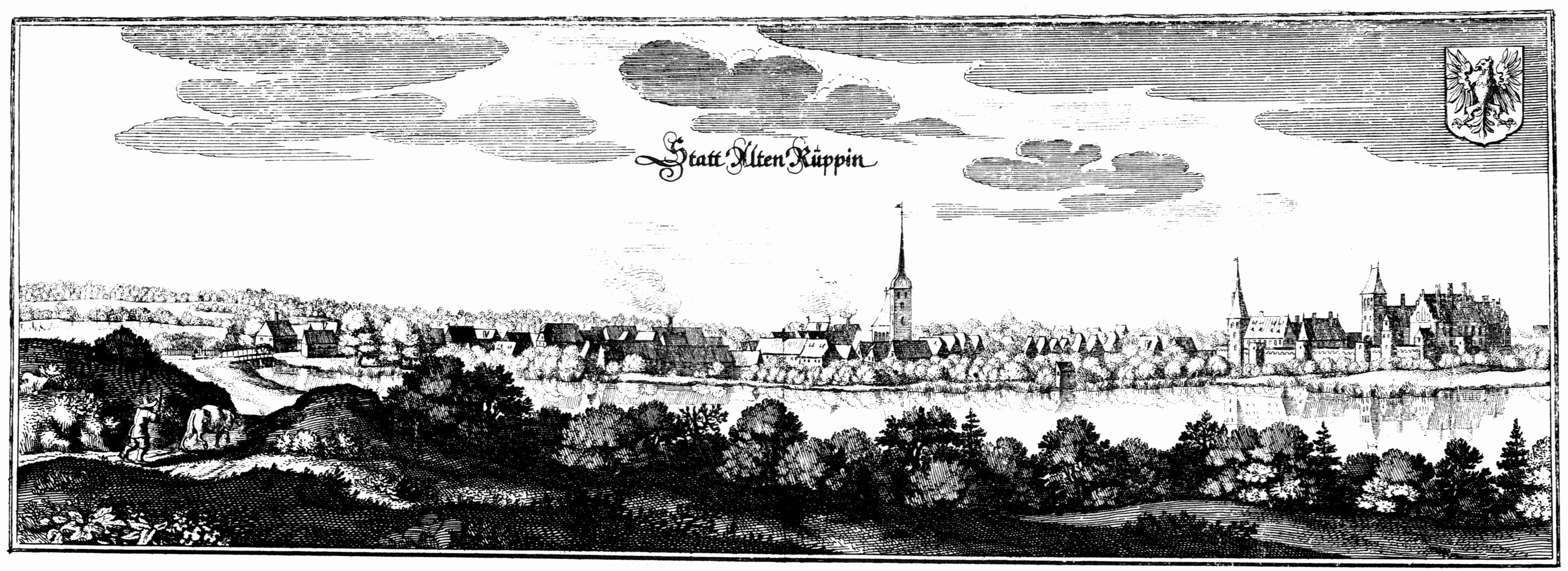
Alt Ruppin um 1650 mit der Burg

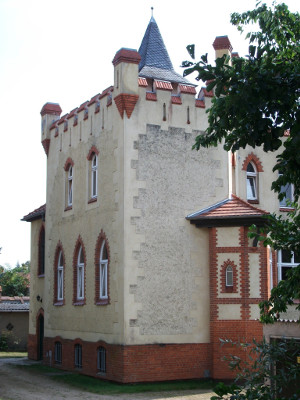
Villa Kosmack

Auf der Insel Poggenwerder im Norden des Ruppiner Sees befand sich im Mittelalter die Slawenburg Ruppin. Sie war vermutlich das Zentrum des Stammes der Zamzizi. Nach dem Wendenkreuzzug 1147 und der Eroberung des Ruppiner Landes durch deutsche Adlige wurde um 1200 auf dem Amtswerder, einer Halbinsel neben der Insel Poggenwerder, die Burg Ruppin (auch Planenburg) als große Niederungsburg und politisches Zentrum der Herrschaft Ruppin errichtet. Im nördlichen Vorgelände entstand eine Marktsiedlung mit Nikolaikirche, östlich daran und jenseits des Rhins der Kietz: die Siedlung Ruppin, später Alt Ruppin (Olden Ruppyn) genannt, war entstanden.
Um 1214 übernahm Graf Gebhard von Arnstein (Arnstein (Adelsgeschlecht)) die Burg Ruppin. Dieser wurde der Stammvater der Grafen von Lindow-Ruppin. Zwischen 1230 und 1240 wurde noch unter der Hand von Gebhard nordöstlich von Ruppin das Kloster Lindow gegründet.
Die erste urkundliche Erwähnung stammt aus dem Jahre 1237 als Olden Rupyn.
Südwestlich des Burgortes entstand seit Anfang des 13. Jahrhunderts unter Beibehaltung des Namens Ruppin die Siedlung des heutigen Neuruppin mit Nikolaikirche und angerartigem Straßenmarkt als planmäßige Stadtgründung der Grafen von Lindow-Ruppin aus der ursprünglichen Marktsiedlung Alt Ruppin. Hier erfolgte dann eine zweite Klostergründung im Jahr 1246. Dieses Dominikanerkloster  wurde ebenfalls von Gebhard von Arnstein gestiftet. Zu dieser Zeit war Ruppin der Zentralort der Grafschaft. So wurden von dort aus durch den Sohn Gebhards, Gunther I., dem Klosterort (Neu-)Ruppin am 9. März 1256 die Stadtrechte verliehen (Stendaler Recht).
Im Jahr 1520 übernahm Wichmann von Lindow die Grafschaft, starb aber schon vier Jahre später. Damit erlosch 1524 das gräfliche Haus derer von Lindow. Die Herrschaft Ruppin fiel dem brandenburgischen Kurfürsten zu und bildete fortan den Kreis Ruppin.
Das Stadtrecht erhielt Alt Ruppin 1840.

### Einwohnerentwicklung
| Jahr      | 1722 | 1755 | 1775 | 1798 | 2019 |
| Einwohner | 303  | 776  | 706  | 878  | 2530 |

### Historische Landwirtschaft
| Aussat      | Roggen                 | Weizen              | Gerste                         | Hafer                          | Kartoffeln             | Buchweizen            | Erbsen               | Wicken               | Leinsamen   |
| Menge       | 16 Winspel 23 Scheffel | 5 Scheffel 6 Metzen | 6 Winspel 11 Scheffel 6 Metzen | 9 Winspel 2 Scheffel 13 Metzen | 63 Winspel 20 Scheffel | 10 Scheffel 13 Metzen | 19 Scheffel 5 Metzen | 10 Scheffel 2 Metzen | 13 Scheffel |
| Tierbestand | Pferde                 | Ochsen              | Kühe                           | Schweine                       | Hammel                 | Schafe                | Lämmer               | Jungtiere            |             |
| Stück       | 20                     | 24                  | 70                             | 200                            | 300                    | 260                   | 60                   | 7                    |             |

## Wappen
Eine ältere Fassung im Siebmacher zeigt die drei Tore geschlossen. Dort findet sich auch eine Wappenbeschreibung. Außerdem war ein silberner Adler das Wappentier derer von Arnstein (Ruppin).

## Politik
Der Ortsbeirat des Ortsteils Alt Ruppin besteht aus der Ortsvorsteherin Heidemarie Ahlers (SPD) und den Ortsbeiratsmitgliedern Wolfgang Ahlers (SPD), Annemarie Frank (FDP), Karsten Giese (SPD), Thomas Herlitz (DIE LINKE) und Christian Wolf (CDU).

## Sehenswürdigkeiten

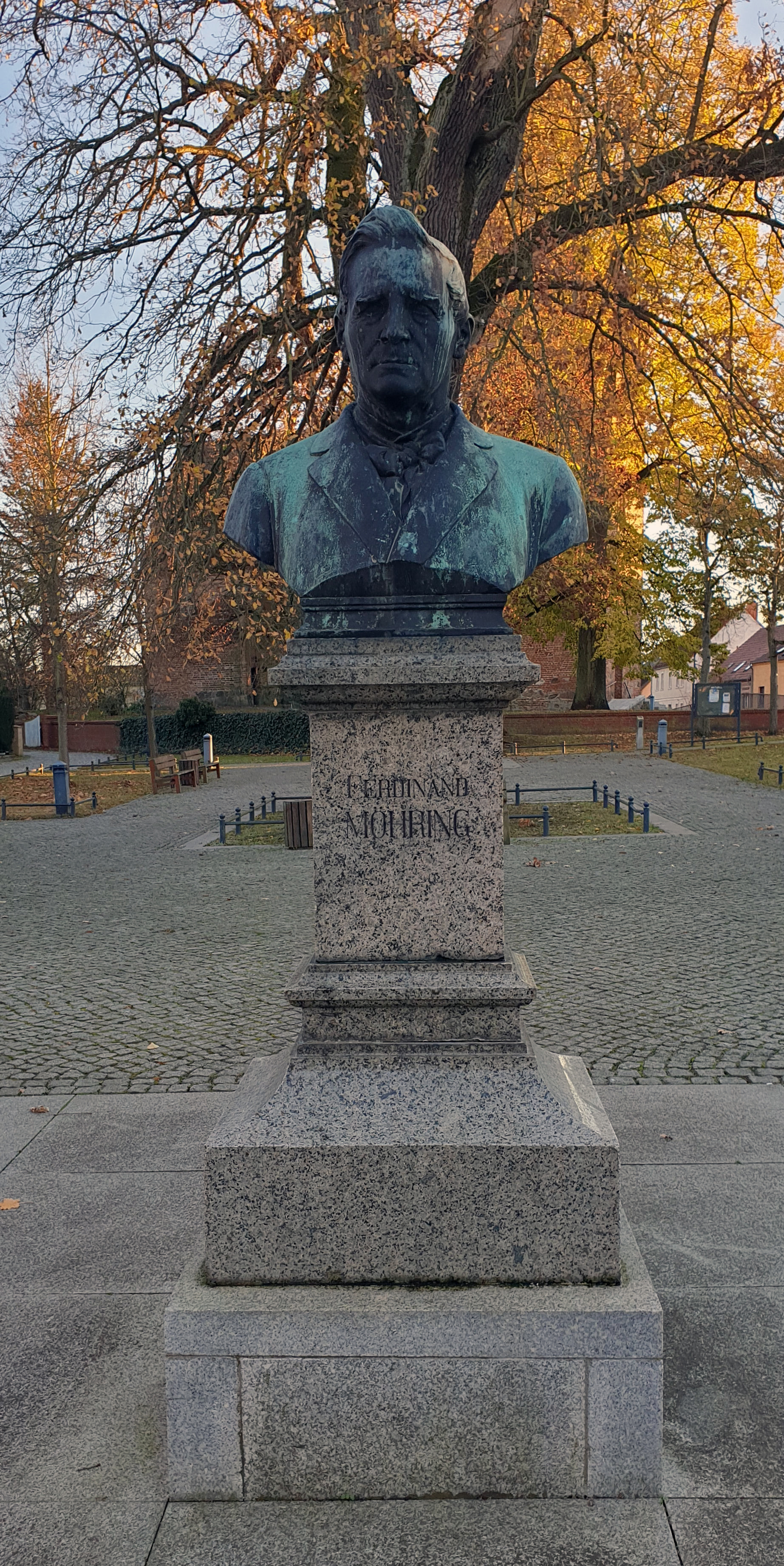
Büste von Ferdinand Möhring auf dem Kirchplatz

- Gotische Nikolaikirche: Der Ostteil der Kirche stammt aus der ersten Hälfte des 14. Jahrhunderts. Das Schiff und der Turm wurden von 1598 bis 1603 erbaut. 1846 wurde die Kirche umgebaut. Im Inneren befindet sich ein Kanzelaltar aus dem Jahre 1712.

### Geschichtsdenkmale
- Vor dem Friedhof an der Gartenstraße erinnert ein Gedenkstein auf einem Gemeinschaftsgrab an sieben Opfer eines Todesmarsches des KZ Sachsenhausen.
- Ein Stolperstein in der Friedrich-Engels-Straße erinnert an einen ermordeten jüdischen Mitbürger Alt Ruppins[8]

## Verkehr
Der Bahnhof Altruppin liegt an der Bahnstrecke Neustadt–Herzberg. Er dient seit Einstellung des Personenverkehrs auf diesem Streckenabschnitt heute lediglich als Betriebsbahnhof.
Durch die Ostprignitz-Ruppiner Personennahverkehrsgesellschaft ist Alt Ruppin mit einer PlusBus- sowie weiteren Regionalbuslinien verbunden.
Durch Alt Ruppin verläuft die Bundesstraße 167.

## Söhne und Töchter des Ortes
- Friedrich Buchholz (1768–1843), Schriftsteller
- Carl Heinrich Schultz-Schultzenstein (1798–1871), Mediziner und Botaniker
- Ferdinand Möhring (1815–1887), königlicher Musikdirektor und Komponist
- Otto Riebicke (1889–1965), Publizist und Schriftsteller
- Walter Hollnagel (1895–1983), Eisenbahnfotograf
- Fritz Barnekow (1899–1959), Polizeibeamter und Kriminaldirektor der Gestapo
- Hellmuth Becker (1902–1953), Offizier der Waffen-SS